# Hannah Mills
Hannah Mills, född den 29 februari 1988 i Cardiff i Storbritannien, är en brittisk seglare.
Hon tog OS-silver i 470 i samband med de olympiska seglingstävlingarna 2012 i London.
Vid de olympiska seglingstävlingarna 2016 i Rio de Janeiro tog Mills en guldmedalj i 470 tillsammans med Saskia Clark.